# Soraya M.
Soraya M. (originaltitel: The Stoning of Soraya M.) är en amerikansk dramafilm från 2008. Den är baserad på den sanna historien om Soraya Manutchehri, en kvinna i Iran som avrättades genom stening efter att ha blivit falskt anklagad för otrohet.

## Rollista (urval)
- Shohreh Aghdashloo – Zahra
- Mozhan Marnò – Soraya M.
- James Caviezel – Freidoune Sahebjam
- Navid Negahban – Ali
- Ali Pourtash – Mullah
- David Diaan – Ebrahim
- Parviz Sayyad – Hashem

## Om filmen
Filmen är baserad på boken Den stenade kvinnan (1990) av Freidoune Sahebjam.